# Wewnątrzprzewodowa neoplazja komórek zarodkowych
Wewnątrzprzewodowa neoplazja komórek zarodkowych (ang. Intratubular Germ Cell Neoplasia, IGCN) – stan przedrakowy, poprzedzający rozwój nasieniaków (złośliwych nowotworów zarodkowych jądra), z wyjątkiem nasieniaka spermatocytowego. Uważa się, że obecność IGCN poprzedza wystąpienie większości guzów zarodkowych jądra u dorosłych (zarówno klasycznych  nasieniaków jak i nienasieniaków). Szacuje się, że czas potrzebny do progresji od IGCN do inwazyjnego guza zarodkowego jądra wynosi ok. 5-7 lat. Skumulowane ryzyko wynosi 70% w czasie 7 lat. 

## Synonimy
- rak wewnątrzprzewodowy
- TIN (ang. testicular intratubular neoplasia)

## Częstość
IGCN często stwierdza się u chorych z guzami zarodkowymi o pierwotnej lokalizacji  zaotrzewnowej (ok. 33% pacjentów). Występuje też u chorych, u których rozpoznano guz zarodkowy w drugim jądrze (ok. 5% przypadków).
Częstość występowania IGCN w ogólnej populacji jest mała, natomiast zwiększa się w grupach podwyższonego ryzyka rozwoju raka jądra. 
U mężczyzn leczonych z powodu niepłodności częstość IGCN wynosi 0,4-1,1%. 
IGCN stwierdza się też u 2 do 5% mężczyzn z wnętrostwem w wywiadzie. 

## Objawy
Choroba nie daje objawów klinicznych. Podejrzenie wewnąrzprzewodowej neoplazji komórek zarodkowych nasuwają liczne mikrozwapnienia w badaniu USG jądra.

## Diagnostyka
Jedynym badaniem potwierdzającym rozpoznanie IGCN jest biopsja podejrzanego jądra.

## Opcje terapeutyczne
- orchidektomia
- napromienianie jądra do dawki całkowitej 20 Gy

## Klasyfikacja ICD10
| kod ICD10     | nazwa choroby                                          |
| ------------- | ------------------------------------------------------ |
| ICD-10: D07   | Rak in situ innych i nieokreślonych narządów płciowych |
| ICD-10: D07.6 | Inne i nieokreślone narządy płciowe męskie             |